# Latua pubiflora
Latua pubiflora är en potatisväxtart som först beskrevs av August Heinrich Rudolf Grisebach, och fick sitt nu gällande namn av Henri Ernest Baillon. Latua pubiflora ingår i släktet Latua och familjen potatisväxter. Inga underarter finns listade i Catalogue of Life.

## Bildgalleri

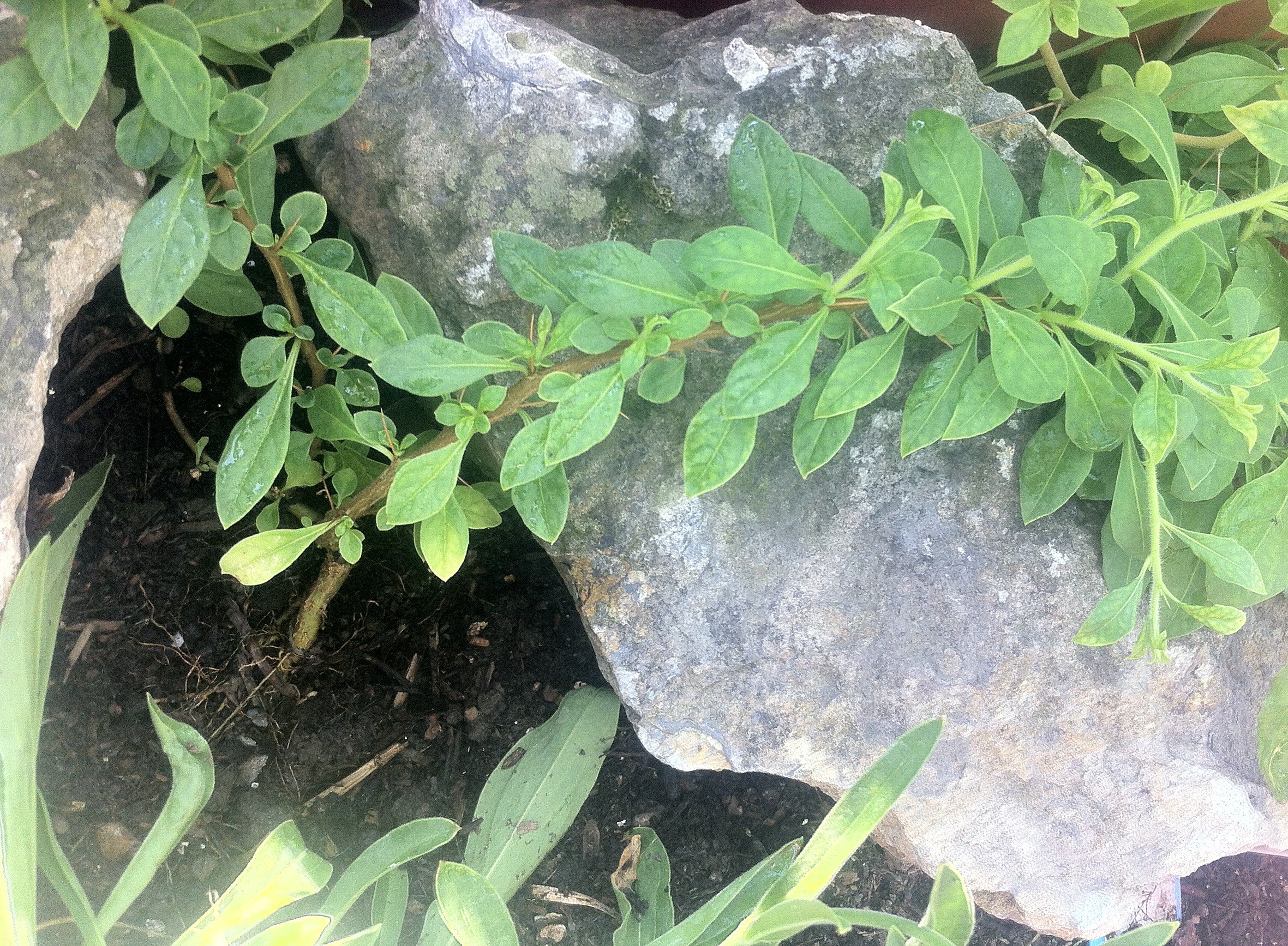